# بريجيند (دائرة انتخابية في المملكة المتحدة)
بريجيند (بالإنجليزية: Bridgend)‏ هي إحدى الدوائر الانتخابية في المملكة المتحدة الممثلة في مجلس العموم في برلمان المملكة المتحدة.
عضو البرلمان الذي يمثلها حالياً هو :Mrs Madeleine Moon (Lab).